# Tweede kerstdag
Tweede kerstdag valt op 26 december en is de feestdag volgend op eerste kerstdag.
In Noord-Europa is 26 december een feestdag, waarvan de naam vaak een vertaling is van tweede kerstdag (bijvoorbeeld Zweeds: Annandag jul).
In landen van het Gemenebest wordt tweede kerstdag Boxing Day genoemd. Traditioneel werd op deze dag de kerstkist (box) geopend. In de kerstkist konden mensen een cadeautje voor de armen stoppen. Ook werden op Boxing Day de traditionele vossenjachten gehouden. Nu is de dag belangrijk voor andere sporten zoals voetbal en paardenraces.
In de rooms-katholieke traditie valt op 26 december het feest van Sint-Stefanus.
Tweede kerstdag is een officiële feestdag in in ieder geval de volgende landen: België (enkel in de Duitstalige Gemeenschap), Bulgarije, Cyprus, Denemarken, Duitsland (traditioneel niet Noordrijn-Westfalen en Saarland maar steeds vaker wel), Estland, Frankrijk (Elzas-Lotharingen), Finland, Griekenland, Hongarije, Ierland, IJsland, Italië (Santo Stefano), Kroatië, Letland, Liechtenstein, Litouwen, Luxemburg, Nederland, Noorwegen, Oostenrijk, Polen, Roemenië, Slovenië, Slowakije, Spanje (Catalonië), Tsjechië, het Verenigd Koninkrijk, Zweden en Zwitserland (niet in de Franstalige kantons).
In verschillende regio's van landen waar op nationaal niveau wel tweede kerstdag wordt gevierd wordt van oudsher geen betekenis gegeven aan deze dag. Zo wordt er historisch geen tweede kerstdag gevierd in Nederlands Limburg en Belgisch Limburg. De Nederlandse cultuur heeft echter veel invloed uitgeoefend op de lokale cultuur van deze provincie, waardoor het tegenwoordig in Limburg net zo gebruikelijk is om deze dag te vieren als in de rest van Nederland.